# Arevšat
Arevšat (in armeno Արևշատ?, in passato Mets Armalu, fino al 1945 Nerkin Aghbash) è un comune dell'Armenia di 2 316 abitanti (2009) della provincia di Ararat.